# Гуреєв Сергій Миколайович
Сергій Миколайович Гуреєв (7 жовтня 1918, Мелеуз — 13 січня 2013, Київ) — Герой Радянського Союзу (1944), учасник німецько-радянської війни.

## Біографія
Народився 7 жовтня 1918 року в селищі Мелеуз, нині місто Башкирії, в сім'ї робітника. Росіянин. Закінчивши 6 класів, з 1933 року по 1939 рік працював слюсарем-вулканізаторщиком Мелеузовської МТС.
У Червону Армію з 1939 року. У боях німецько-радянської війни з лютого 1942 року.
Командир понтонного відділення 135-го окремого моторизованого понтонно-мостового батальйону (6-а понтонно-мостова бригада, 40-а армія, Воронезький фронт) старший сержант Гуреєв С. М. відзначився 12 жовтня 1943 року при форсуванні річки Дніпро в районі села Зарубинці і (Канівський район Черкаської області): переправляв поромом через річку війська 3-ї гвардійської танкової армії і 40-ї армії. Під час розвантаження порому почався інтенсивний артилерійський і мінометний вогонь противника. Старший сержант Гуреєв С. М. під обстрілом повністю вивантажив боєприпаси з порома і відправився в зворотний рейс на лівий берег Дніпра, щоб продовжити переправу. Коли катер вийшов з ладу, С. М. Гуреєв продовжив переправляти пором вручну.

Могила Сергія Гурєєва, Берковецьке кладовище

Після прийняття остаточного рішення про завдання вирішального удару на Лютізькому плацдармі, отримав завдання терміново переправляти назад на лівий берег 3-ю танкову армію та інші військові підрозділи.
10 січня 1944 старшому сержанту Гуреєву Сергію Миколайовичу присвоєно звання Героя Радянського Союзу з врученням ордена Леніна і медалі «Золота Зірка» (№ 2478).
У 1945 році закінчив Київське училище самохідної артилерії, в 1947 році — Курси удосконалення офіцерського складу (КУОС).
З 1950 року лейтенант Гуреєв С. М. у запасі. Жив у Києві. До виходу на заслужений відпочинок працював старшим інженером на заводі «Маяк». Помер 13 січня 2013 року. Похований у Києві на Берковецькому міському кладовищі.